# Система за впръскване на гориво
Системата за впръскване на гориво (също инжекционна система или просто инжекцион) служи за впръскването на гориво в двигател с вътрешно горене чрез инжектор.
Всички дизелови двигатели използват такава система. Бензиновите двигатели могат да използват система за директно впръскване, при която горивото се впръсква директно в горивната камера, или система за индиректно впръскване, при която горивото първо се смесва с въздух. При дизеловите двигатели горивото се впръсква под високо налягане, като част от горивото се смесва със сгъстен горещ въздух и се запалва почти моментално. Налягането на впръскване определя количеството инжектирано гориво и съответно мощността на двигателя.
При бензиновите двигателите, инжекционните системи изместват карбураторите от 1980-те години насам. Основната разлика между двете технологии е, че системата за впръскване на гориво пулверизира горивото през малка дюза под налягане, докато карбураторът разчита на всмукването, създадено от ускорен въздух в тръба на Вентури, за да се впръска гориво във въздушния поток.
Системите за впръскване на гориво могат да бъдат механично или електронно контролирани.

## Разновидности
Системата за централното впръскване (единично впръскване) включва от една дюза, монтирана в смукателния колектор. Представлява карбуратор с дюза. В днешно време, тази система се счита за остаряла и излиза от употреба.
Системата за разпределено впръскване (многоточкова инжекционна система) извършва подаване на гориво към всеки цилиндър чрез отделна дюза. При нея образуването на гориво-въздушната смес се осъществява във всмукателния колектор. Това е и най-разпространената инжекционна система за бензинови двигатели.

## История
Първите инжекционни устройства, подобни на съвременните, са разработени към началото на 20 век. Системата първоначално се използва в двигателите с гореща камера, а по-късно се адаптира и доразработва за употреба в дизелови двигатели. Към средата на 1920-те години инжекционната система вече е широко разпространена в дизеловите двигатели. Различни самолети през Втората световна война имат двигатели, използващи инжекционна система.